# Cách mạng Rojava
Bản mẫu:Campaignbox Rojava Revolution
Cuộc cách mạng Rojava, còn được gọi là cuộc xung đột Rojava, là một cuộc chính biến, cuộc cách mạng xã hội  và xung đột quân sự diễn ra ở Bắc Syria, được gọi là Rojava. Trong cuộc Nội chiến Syria, một liên minh Ả Rập, Kurd, Syria và một số nhóm Turkmen đã tìm cách thành lập Hiến pháp Rojava bên trong khu vực tự trị trên thực tế, trong khi cánh quân sự và dân quân đồng minh đã chiến đấu để duy trì quyền kiểm soát khu vực này. Cách mạng được đặc trưng bởi vai trò nổi bật của phụ nữ trên chiến trường và trong hệ thống chính trị mới được thành lập cũng như việc thực hiện chủ nghĩa dân chủ liên bang, một hình thức dân chủ cơ sở dựa trên các hội đồng địa phương và nền dân chủ trực tiếp.

## Bối cảnh
Khu vực này có tầm quan trọng chiến lược, bởi vì nó chứa một lượng lớn nguồn cung cấp dầu của Syria.

### Phân biệt đối xử nhà nước
Sự đàn áp người Kurd và các dân tộc thiểu số khác đã diễn ra kể từ khi thành lập Uỷ nhiệm Pháp của Syria sau Hiệp định Sykes-Picot . Chính phủ Syria (chính thức gọi là Cộng hòa Ả Rập Syria) không bao giờ chính thức thừa nhận sự tồn tại của người Kurd  và năm 1962 120.000 người Kurd Syria đã bị cướp mất quyền công dân của họ, khiến họ trở thành những người vô quốc gia. Ngôn ngữ và văn hoá người Kurd cũng đã bị đàn áp. Chính phủ đã cố gắng giải quyết những vấn đề này trong năm 2011 bằng cách cấp toàn bộ người Kurd quyền công dân, nhưng chỉ có khoảng 6.000 trong số 150.000 người Kurd vô quốc gia đã được cấp quốc tịch và hầu hết các quy định phân biệt khác, bao gồm cả cấm dạy tiếng Kurd, vẫn còn trong danh sách. Do cuộc nội chiến Syria, bắt đầu vào năm 2011, chính phủ không còn trong địa vị để thực thi các luật này.

### Cuộc nổi dậy Qamishli
Năm 2004, các cuộc bạo loạn đã nổ ra chống lại chính phủ ở thành phố đông bắc Qamishli. Trong một trận đấu bóng đá giữa một đội bóng người Kurd ở địa phương và một đội Ả Rập đến từ Deir ez-Zor, một số người hâm mộ Ả Rập dương chân dung của Saddam Hussein (đã giết hại hàng chục nghìn người Kurd ở Nam Kurdistan trong chiến dịch diệt chủng Al-Anfal trong những năm 1980). Căng thẳng nhanh chóng leo thang thành các cuộc biểu tình mở, với người Kurd treo cờ của họ và xuống đường để đòi hỏi quyền văn hoá và chính trị. Lực lượng an ninh bắn vào đám đông, giết chết 6 người Kurd, trong đó có ba trẻ em. Những người biểu tình tiếp tục đốt cháy văn phòng địa phương của đảng Ba'ath. Ít nhất 30 và có tới 100 người Kurd đã bị chính phủ giết trước khi cuộc biểu tình bị dẹp bỏ. Hàng ngàn người Kurd đã trốn sang Iraq sau đó, nơi một trại tị nạn được thành lập. Các cuộc đụng độ không thường xuyên giữa người biểu tình người Kurd và lực lượng chính phủ đã xảy ra trong những năm tiếp theo 